# Òrgan contractació administratiu
L'Òrgan contractació administratiu és l'òrgan administratiu que en funció del que dicta la llei 30/2007 en el seu article 291 s'encarrega de la contractació del sector públic espanyol sense perjudici del que dictin les normatives autonòmiques.

## Administració general de l'Estat
- Ministres i Secretaris d'estat en l'àmbit de les seves competències.
- El Director general del Patrimoni de l'estat.
- Els presidents o directors d'organismes autònoms i els directors generals de les entitats gestores i serveis comunitaris de la Seguretat Social.
- Les Juntes de contractació.[2]

## Administració de la Generalitat de Catalunya
Els òrgans de contractació a l'administració de la Generalitat de Catalunya venen determinats per l'article 22 de la Llei 25/1998, de 31 de desembre, de mesures administratives, fiscals i d'adaptació a l'euro, tenint en compte les seves posteriors modificacions:
- Els consellers són els òrgans de contractació ordinaris dins el seu àmbit competencial.
- Els secretaris generals o òrgan a qui es delegui si són contractes menors
- Les Juntes de contractació
- Tractant-se de béns i serveis declarats de contractació centralitzada l'òrgan és la Comissió Central de Subministraments.
- Els representants legals dels organismes autònoms i la resta d'entitats de dret públic de la Generalitat.

L'autorització del govern a un òrgan serà necessària quan el pressupost del contracte sigui igual o superior a 12.020.242,09 €.